# Данилов Едуард Іванович
Едуард Іванович Данилов (рос. Эдуард Иванович Данилов нар. 1 січня 1930, РРФСР — пом. 22 квітня 1994, Москва, Росія) — радянський футболіст, нападник, футбольний тренер.

## Клубна кар'єра
Вихованець московського «Динамо». Виступав на позиції нападника. У 1951 році дебютував у складі команди міста Калініна. Вже через рік, пробившись з калінінцями у Вищу лігу, опинився в класі А. Але тренери не дуже довіряли молодому гравцеві, і виступав він тільки за дубль клубу. Влітку наступного року перейшов до ВПС (Москва), але вже через рік повернувся до попередньої команди, яка тепер виступала під назвою МВО (Москва). Після цього виступав у челябінському «Авангарді». У 1954 році перейшов до кишиневського «Буревісника», але повноцінний дебют Данилова у вищому радянському дивізіоні відбувся в 1956 році. У першому сезоні на його рахунку 8 голів у 18 матчах. Це був другий бомбардирський результат в команді після Віталія Вацкевича, який забив на м'яч більше. Після цього захищав кольори «Крил Рад» (Куйбишев), «Чорноморця» (Одеса) та «Труду» (Ногінськ). Завершив кар'єру гравця в 1962 році у владимирському «Трактор».

## Тренерська діяльність
А вже через рік Данилов став тренером «Салюта» з Каменська-Уральського. У 1966 році очолив друголіговий «Старт» (Ангарськ). Після цього очолював друголігові клуби «Дружба» (Майкоп), «Спартак» (Йошкар-Ола), «Локомотив» (Калуга) та Волга (Калінін). У 1980 році був запрошений до тренерського штабу дніпропетровського «Дніпра», де допомагав тренувати гравців. У 1981 році був призначений на посаду технічного директора «Шинника» (Ярославль), а в 1983 році зайняв посаду головного тренера клубу. У 1984 році очолив «Колхозчі» (Ашгабат), в 1987 році — «Заря» (Бєльці), в 1988 році — «Прогрес» (Бійськ). У 1989 році працював начальником команди «Сатурн» (Рибінськ). З 1990 по 1991 рік очолював «Мерв».
Помер 24 травня 1994 року. На той момент Данилов був головним тренером «Автомобіліста» з підмосковного Ногінська.

## Досягнення

### Як гравця
«Буревісник» (Кишинів)
- Клас Б чемпіонату СРСР
  -  Чемпіон (1): 1955